# Коупавогир
Коупавогир је са 28.000 становника други по величини град на Исланду.

## Становништво
Према задњим проценама у граду живи 30.314 становника, што је за 3.465 више него 2.000 године.

## Партнерски градови
- Tasiilaq
- Клаксвик
- Маријехамн
- Норћепинг
- Оденсе
- Тампере
- Трондхејм
- Вухан
- Нампа

## Становништво
| Година       |
| Становништво |
| ------------ |